# I Paralyze
I Paralyze — восемнадцатый студийный альбом американской певицы и актрисы Шер, выпущенный 28 мая 1982 года на лейбле Columbia Records. Этот альбом был коммерчески не успешен и не попал в чарты. После выхода пластинки Шер взяла пятилетний перерыв в музыке, чтобы сосредоточиться на кинокарьере.

## Об альбоме
1982 год был достаточно напряжённым для Шер. Сразу после провала альбома Black Rose и роспуска одноимённой группы, певица решает продолжить свою карьеру в качестве актрисы и вскоре получает роль в спектакле «Come Back to the Five and Dime, Jimmy Dean, Jimmy Dean». 8 февраля состоялась его премьера в нью-йоркском театре «Martin Beck Theatre», где были отыграны четыре пробных шоу, после чего с 18 февраля по 4 апреля спектакль был отыгран более пятидесяти раз. Через несколько недель было официально объявлено, что Шер работает над новым альбомом под названием I Paralyze и первым синглом выбрана песня «Rudy».
Выпущенный в мае 1982 года, этот альбом стал единственным альбомом, изданным на лейбле Columbia Records. Пластинка была спродюсирована Джоном Фарраром и Дэвидом Вулфертом и это её первое сотрудничество с композитором и продюсером Desmond Child, который позже будет работать над её альбомами на Geffen Records, в том числе напишет ей хиты «Just Like Jesse James» и «We All Sleep Alone». Альбом содержит разные музыкальные стили. Альбом был проигнорирован со стороны критиков и публики, в результате чего продажи были очень плохими. Летом Шер постаралась поднять продажи, выступив в рамках промокампании альбома на American Bandstand и Solid Gold. Так как продажи не улучшались, было решено закончить промоушен диска. В июле и начале августа Шер работает на шоу A Celebration at Caesars Palace в Лас-Вегасе, выступая с тур-программой Take Me Home Tour. После этого режиссёр Robert Altman предлагает Шер сыграть в кино-версии «Come Back to the Five and Dime, Jimmy Dean, Jimmy Dean». Критики и общественность высоко оценили игру Шер и в 1983-м она номинируется на Золотой глобус за лучшую женскую роль второго плана.
Летом 1981 года Шер рассказывала в интервью: «Я провожу много времени в студии в поисках нового звучания и продюсера своего следующего диска. Тем не менее, я думаю я нашла его. Я искала продюсера, который будет работать со мной последовательно, от альбома к альбому. И тут я подумала: „Мне нравится то, что John Farrar сделал с Лили, и я люблю все его альбомы“. Потом мне кто-то сказал: „Он ни с кем кроме Оливии не работает“. Я убедила его приехать, мы поговорили и решили попробовать сотрудничать. Теперь я не могу дождаться времени, когда услышу, что Джон хочет сделать. То, что он пишет, является его интерпретацией меня, он полон решимости сделать свою „Шер“, и, думаю, это будет интересно».
Альбом записывался в разных местах: Souns Lab в Голливуде; RCA Recording Studios в Нью-Йорке, Record Plant и Cherokee Recording Studios в Лос-Анджелесе. Когда Шер услышала финальную версию альбома, она осталась довольна результатом. «Я была поражена, когда слушала альбом вчера. Мы прослушали его вместе с John Loeffler (её парень в то время) и я очень волновалась, его музыка яркая, и мне хотелось услышать его мнение об альбоме». Шер в итоге была обрадована, когда Джон сказал, что ему понравилось.
Песня «I Paralyze», наряду с хитом «Save Up All Your Tears», являются её любимыми своими песнями. В 2000 году она сказала: «Я любила её раньше и люблю её сейчас, и я хочу перезаписать её когда-нибудь». Шер также признавалась, что I Paralyze — один из её самых любимых своих лонгплеев. И она говорила, что после Stars и Two the Hard Way, это единственная запись, которой она гордится. 20 июля 1999 года альбом был переиздан на лейбле Varese Vintage и был переоценён критиками и фанатами.
Помимо песен, написанных для Шер, она также записала несколько кавер-версий. «Rudy» — изначально песня Далиды «Quand je n’aime plus, je m’en vais». «Rudy» — единственная песня из альбома, появляющаяся в некоторых изданиях The Very Best of Cher. Песня «Back on the Street Again» — интерпретация песни группы The Babys «Back on My Feet Again». Кроме того, в 1981-м Шер записала песню «Dead Ringer for Love» с Meat Loaf, которая была включена в его альбом Meat Loaf. Шер, однако, не была указана на диске в качестве второго вокалиста в песне, хотя она появилась в клипе на эту песню. «Dead Ringer for Love» была хитом в Европе, однако, в альбом I Paralyze и его переиздание не была включена.

## Синглы и промо
10 июля Шер появилась на шоу Solid Gold, само выступление было ранее записано в июне. 24 июля было показано выступление на American Bandstand. Она пела «I Paralyze» и оба раза под фонограмму. После этого, Шер никогда не пела песни из альбома ни на телевидении, ни в турне.
Из альбома было выпущено два сингла. «Rudy» была выпущена как сингл в Америке, Испании, Южной Африке и Британии с би-сайдом «Do I Ever Cross Your Mind?». Песня не имела успеха и не попала в чарты. «I Paralyze» была выпущена в Великобритании с би-сайдом «Walk With Me», в Америке песня была выпущена как промосингл. Также как с «Rudy» не было снято музыкального видео и в чарты песня не попала.

## Отзывы критиков
На момент выпуска альбом получил негативные отзывы, однако, после переиздания был переоценён в лучшую сторону. Журналист «Chicago Tribune» дал отрицательный отзыв: «Альбом на самом деле как паралич, ведь он очень скучный». Журнал «People» также плохо отозвался об альбоме, назвав его «регрессией для Шер», но выделив интересные треки «I Paralyze» и «Do I Ever Cross Your Mind?». Журнал «The Canadian Press» назвал Шер одной из самых раздражающих певиц в мире. Один из критиков вообще неправильно назвал альбом I’m Paralyzed.
Лонгплей I Paralyze считается одним из самых редких и самых разыскиваемых альбомов Шер. После переиздания, альбом был переоценён критиками, а сама певица была названа «мамой новой волны». Allmusic дали положительную оценку диску, отметив, что мелодии в альбоме идеально ложатся под голос Шер и что альбом знаменует отказ певицы от её фирменного стиля для перехода во что-то более современное.

## Список композиций
| №  | Название                                                      | Автор(ы)                                                                                        | Длительность |
| -- | ------------------------------------------------------------- | ----------------------------------------------------------------------------------------------- | ------------ |
| 1. | «Rudy»                                                        | Jacques Morali, Henri Belodo, Fergie Frederiksen, Howie Epstein, Jimmy Hunter, Mark Maierhoffer | 3:54         |
| 2. | «Games»                                                       | Andrea Farber, Vince Melamed                                                                    | 3:57         |
| 3. | «I Paralyze»                                                  | John Farrar, Steve Kipner                                                                       | 3:49         |
| 4. | «When the Love Is Gone»                                       | Desmond Child                                                                                   | 4:04         |
| 5. | «Say What's on Your Mind»                                     | J. Gottschalk                                                                                   | 4:06         |
| 6. | «Back on the Street Again» (Первоначально записана The Babys) | Dominic King, Frank Musker, John Waite                                                          | 3:19         |
| 7. | «Walk with Me»                                                | Child, David Wolfert                                                                            | 3:32         |
| 8. | «The Book of Love»                                            | Child                                                                                           | 3:23         |
| 9. | «Do I Ever Cross Your Mind»                                   | Dorsey Burnett, Michael Smotherman                                                              | 4:13         |

## Над альбомом работали
- Шер — вокал
- Джай Уиндинг — аранжировщик, клавишные
- Рик Шлоссер — ударные
- Стив Люкатер — гитара
- Сид МакГиннис — гитара
- Карлос Риос — гитара
- Том Ротелла — гитара
- Ральф Щукетт — орган
- Ричард Крукс — перкуссия
- Натан Ист — синтезатор, бас
- Дэвид Вулферт — синтезатор, гитара, аранжировщик, продюсер
- Эд Уолш — синтезатор
- Стив Джордж — бэк-вокал
- Том Келли — бэк-вокал
- Мирна Мэтьюз — бэк-вокал
- Дениз Майнелли — бэк-вокал
- Марти Маккол — бэк-вокал
- Ричард Пейдж — бэк-вокал
- Чарльз Коппельман — исполнительный продюсер
- Джон Фаррар — продюсер
- Кэри Мэнсфилд — продюсер переиздания
- Майк Хури — продюсер переиздания
- Деннис Ферранте — звукооператор
- Джон Арриасс — звукооператор
- Ли Декарло — смешивание
- Дэн Херш — ремиксы
- Билл Инглот — мастеринг
- Нэнси Гринберг — арт-директор
- Мэтт Б. — дизайнер переиздания
- Гарри Лэнгдон — фотограф